# Citadelle de Dinant
La citadelle de Dinant est une fortification militaire belge édifiée en 1818, à l'époque néerlandaise, dans le cadre de la construction de la barrière Wellington contre la France. 
Elle domine la Meuse et la ville de Dinant, dans la province de Namur. Elle est située sur l'emplacement d'un fort démantelé construit par Sébastien Le Prestre de Vauban, lui-même édifié sur le site d'un ancien château médiéval construit en 1051 par le prince-évêque de Liège, Théoduin de Bavière.
Après son utilisation par les forces armées belges à la suite de l'indépendance de la Belgique de 1830, elle est démantelée en 1867 et revendue à la ville le 11 novembre 1878. Transformée en musée, elle est aujourd'hui l'une des attractions touristiques de la ville.

## Histoire

### Origines

#### Moyen Âge

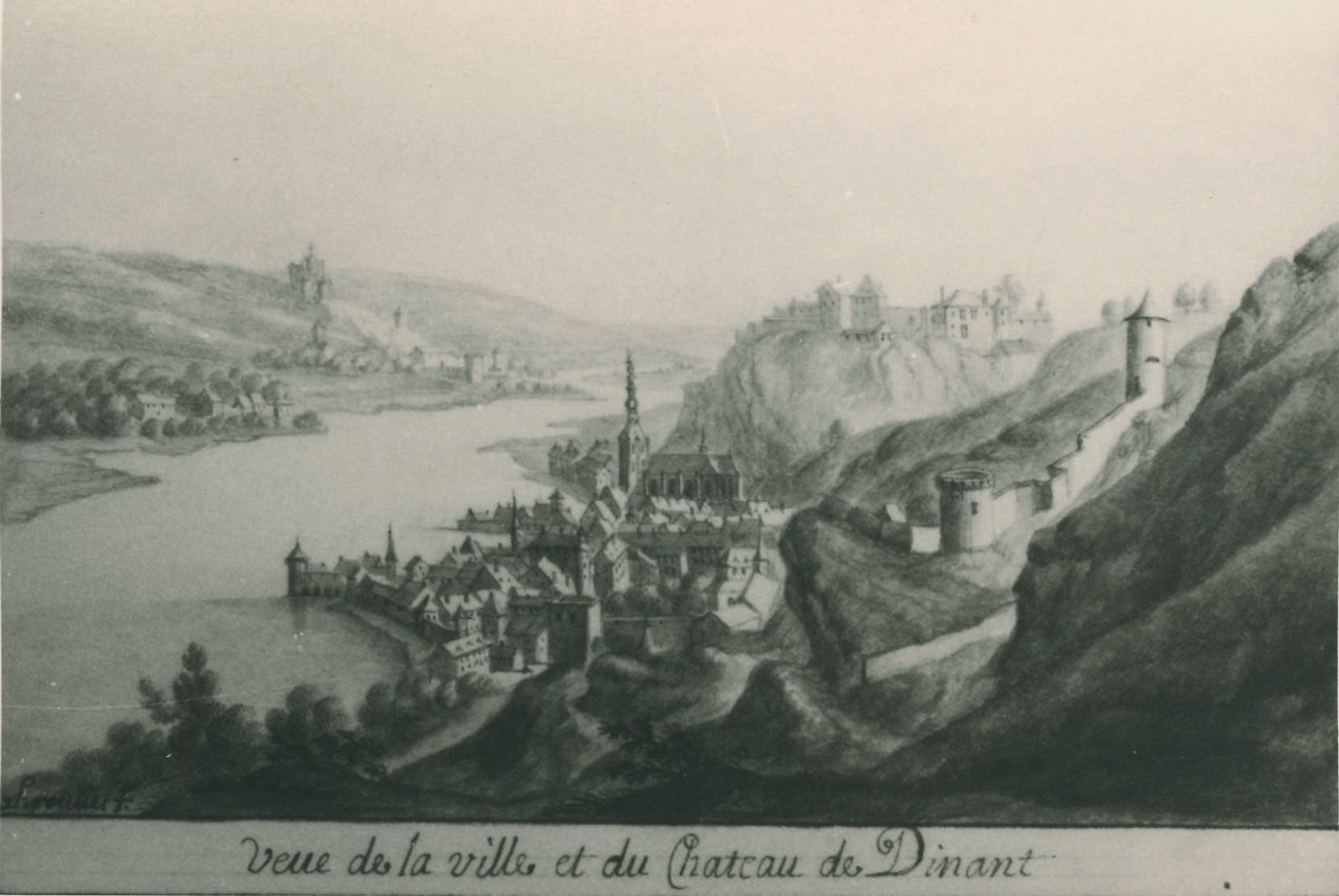
Vue de la ville et de l'ancien château de Dinant.

La première mention d'un château fort au sommet de l'éperon rocheux qui domine la ville remonte à 1040, lorsque Dinant fait partie de la principauté de Liège. La construction fut ordonnée par l'évêque de Liège, Nithard. La construction étant finalisée à partir de 1080 et le château permet alors la défense de la ville et du pont enjambant la Meuse en contrebas. Plus tard, le fleuve fait officie de frontière entre les Pays-Bas bourguignons et la principauté de Liège : Bouvignes-sur-Meuse se trouvant côté bourguignon et Dinant côté liégeois, devenant l'une des « bonnes villes » de la principauté. Dans le contexte des guerres de Liège, le dernier duc de Bourgogne, Charles le Téméraire, rase le château en 1466, lors du sac de Dinant. En 1525, Érard de La Marck, le prince-évêque de Liège le reconstruit.

#### Période française

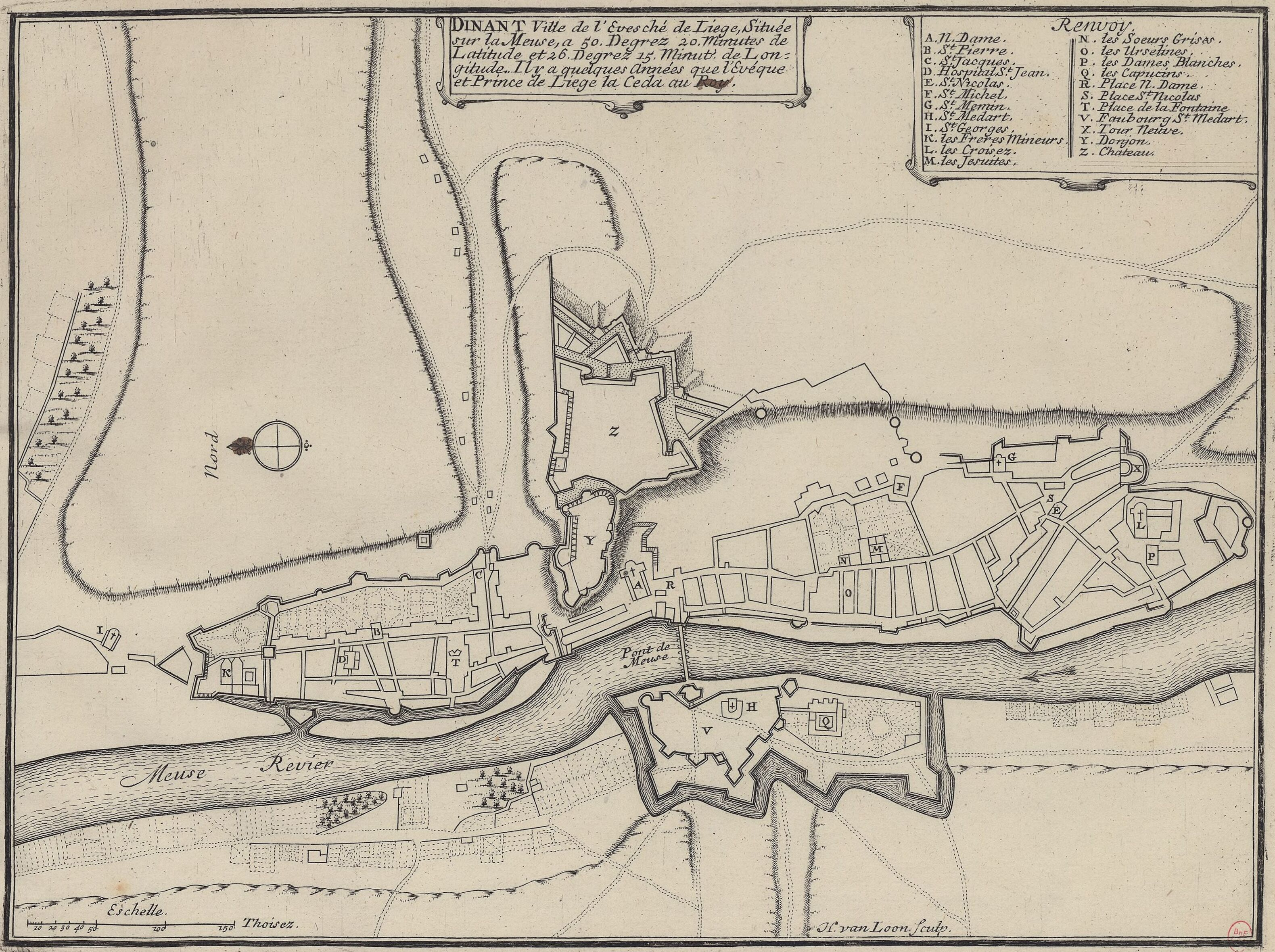
Les fortifications de Sébastien Le Prestre de Vauban après la prise de la ville par les armées de Louis XIV lors de la guerre de Hollande.

En 1554, les troupes du roi de France Henri II, commandées par Gaspard Ier de Coligny, s'emparent du château lors de la Dixième guerre d'Italie. Le siège de Dinant débute le 7 juillet 1554 et s'achève par la reddition du commandant espagnol, Julián Romero, quatre jours plus tard. 

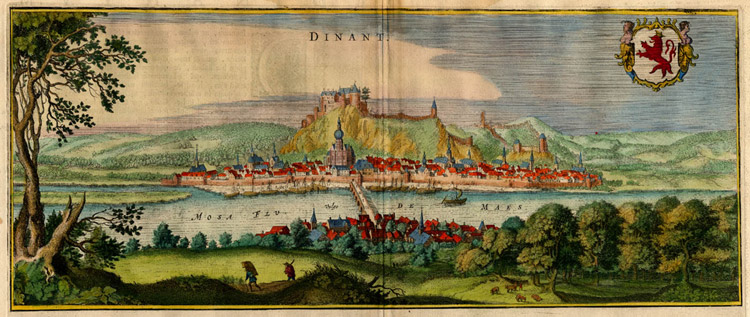
Dinant en 1649.

En 1672, la guerre de Hollande commence, opposant la France de Louis XIV à une alliance composée, entre autres, de la monarchie espagnole (qui règne sur les Pays-Bas espagnols), des Provinces-Unies et du Saint-Empire romain germanique. C'est dans ce cadre qu'en 1675, le général français Armand de Madaillan de Lesparre demande à la ville, dont le château est occupé par une garnison allemande, de laisser entrer ses militaires : « Je vous exhorte à ouvrir vos coeurs pour témoigner la joie que vous aurez à l’approche des armées du roi, espérant qu’elles vous délivreront de l’oppression. » Les Dinantais répondent que la garnison allemande les en empêche et le maréchal François de Créquy entame le siège de la ville. Une gravure de Louis de Châtillon relate la prise de Dinant avec, pour inscription : 

« Dinant, ville célèbre de l’évesché de Liége, scituée sur la Meuse, a quatre lieues de Namur ; le mareschal de Créqui, par ordre du Roy, s’estant présenté devant cette ville le 19 mai 1675, elle ouvrit d’abord ses portes. Son château, bâti sur un roc d’une espèce de marbre très dur, se défendit mieux et 500 Allemands qui estoient dedans ne se rendirent qu’après que la mine y eût fait bresche : le 29 mai 1675. »

Charles Sevin de Quincy relate également les faits dans son Histoire militaire du règne de Louis le Grand paru en 1726 : « Ce général qui était campé vers la Meuse pour mieux tromper les ennemis, fit passer un détachement de son armée au-deçà, feignant de vouloir assiéger Namur ou Charlemont, afin d’empêcher qu’une partie des garnisons de ces places ne se jetassent dans Dinant. Il se rendit ensuite devant cette place avec le reste de ses troupes qu’il investit le 22 du mois de mai. Cette place est située sur le bord de la Meuse. La ville dont il s’empara le deuxième jour, est commandée de tous les côtés ; ainsi elle fit fort peu de résistance. Il attaqua ensuite le château qui ne tint que quatre jours de tranchées, quoique la situation soit bonne, étant sur une montagne presque de roc. Le Duc de Lorraine n’eut pas plutôt avis du siège de Dinant, qu’il rassembla tous les quartiers pour venir à son secours ; mais elle fut prise avant qu’il pût arriver, c’est-à-dire le 29 mai. »
Louis XIV entre dans Dinant le 23 mai 1675 et fait entreprendre de grands travaux de réaménagement de la citadelle par son célèbre architecte Sébastien Le Prestre de Vauban. En 1692 le souverain français installe sa cour en ville. Le musée de la Citadelle possède d'ailleurs un carrosse utilisé par Madame de Maintenon. Cependant dès 1697, à la suite de la signature du Traité de Ryswick, les nouvelles fortifications sont démantelées et Dinant repasse sous le giron liégeois dès 1703.
Après l'éphémère tentative d'émancipation lors de la révolution liégeoise de 1789, les territoires sont annexés à la Première République. Dinant est prise par le général Jean-Baptiste Jourdan le 29 mai 1794 et devient une sous-préfecture du département de Sambre-et-Meuse.

### Période néerlandaise

#### Contexte

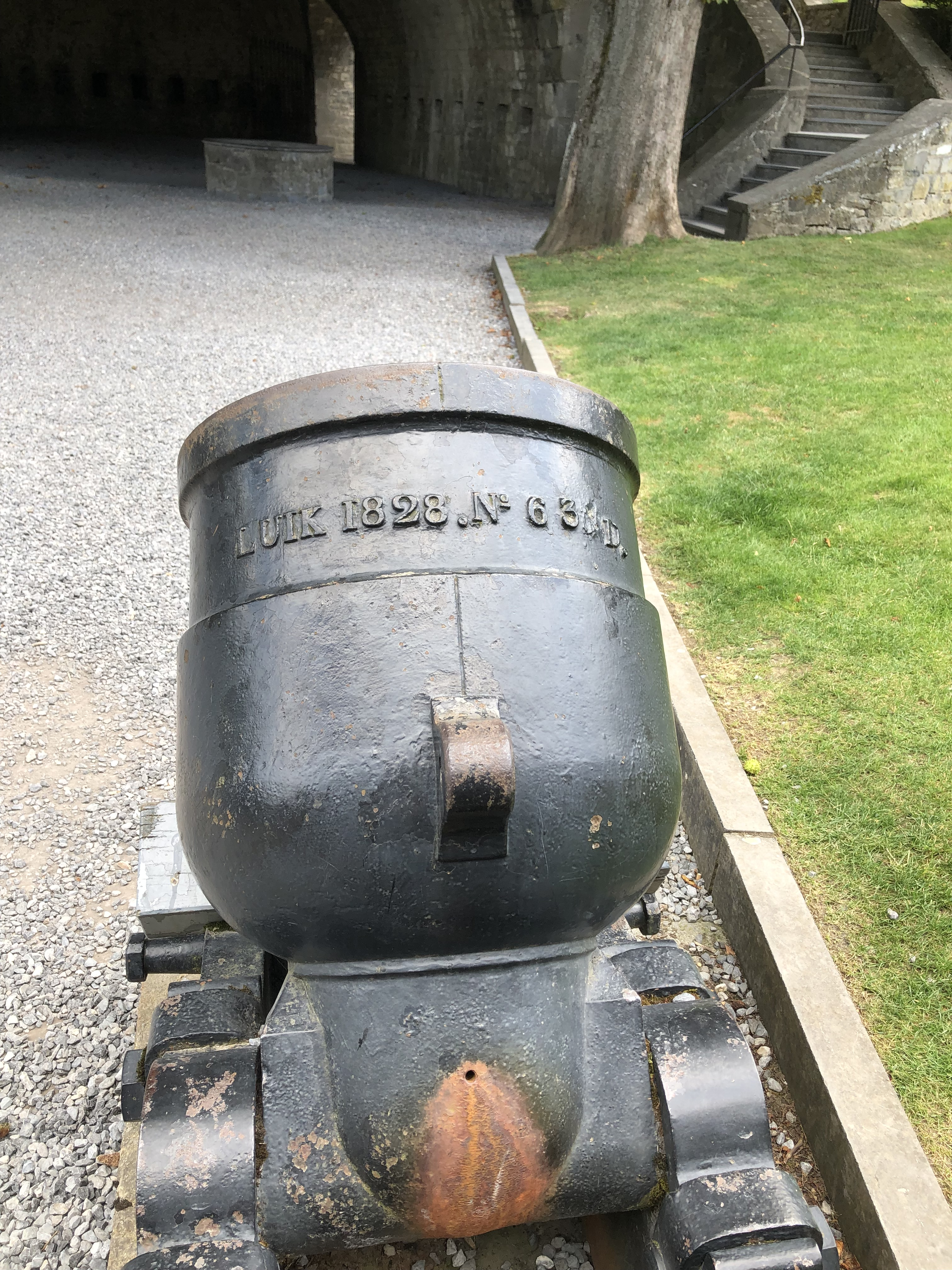
Les deux obusiers ornant l'entrée de la citadelle furent coulés en 1828 à la fonderie royale de canons de Liège.

En 1815, les puissances européennes victorieuses du Premier Empire de Napoléon Bonaparte, décident de créée un état-tampon afin de contrer les éventuelles futures velléités françaises lors de l'époque de la Seconde Restauration. Elles créent donc le royaume uni des Pays-Bas (qui marie grosso modo la Belgique et les Pays-Bas actuels) avec pour objectif de disposer d'un état suffisamment puissant militairement pour barrer la route de la Prusse aux Français. Dans ce cadre, le Royaume-Uni de Grande-Bretagne et d'Irlande finance la construction d'une barrière de trois lignes de fortifications parallèles à la frontière française : la barrière Wellington. Le fort de dinant fait partie de la première ligne de ces lignes, qui va de la forteresse de Nieuport aux fort liégeois de la Chartreuse et de la Citadelle.

#### Construction

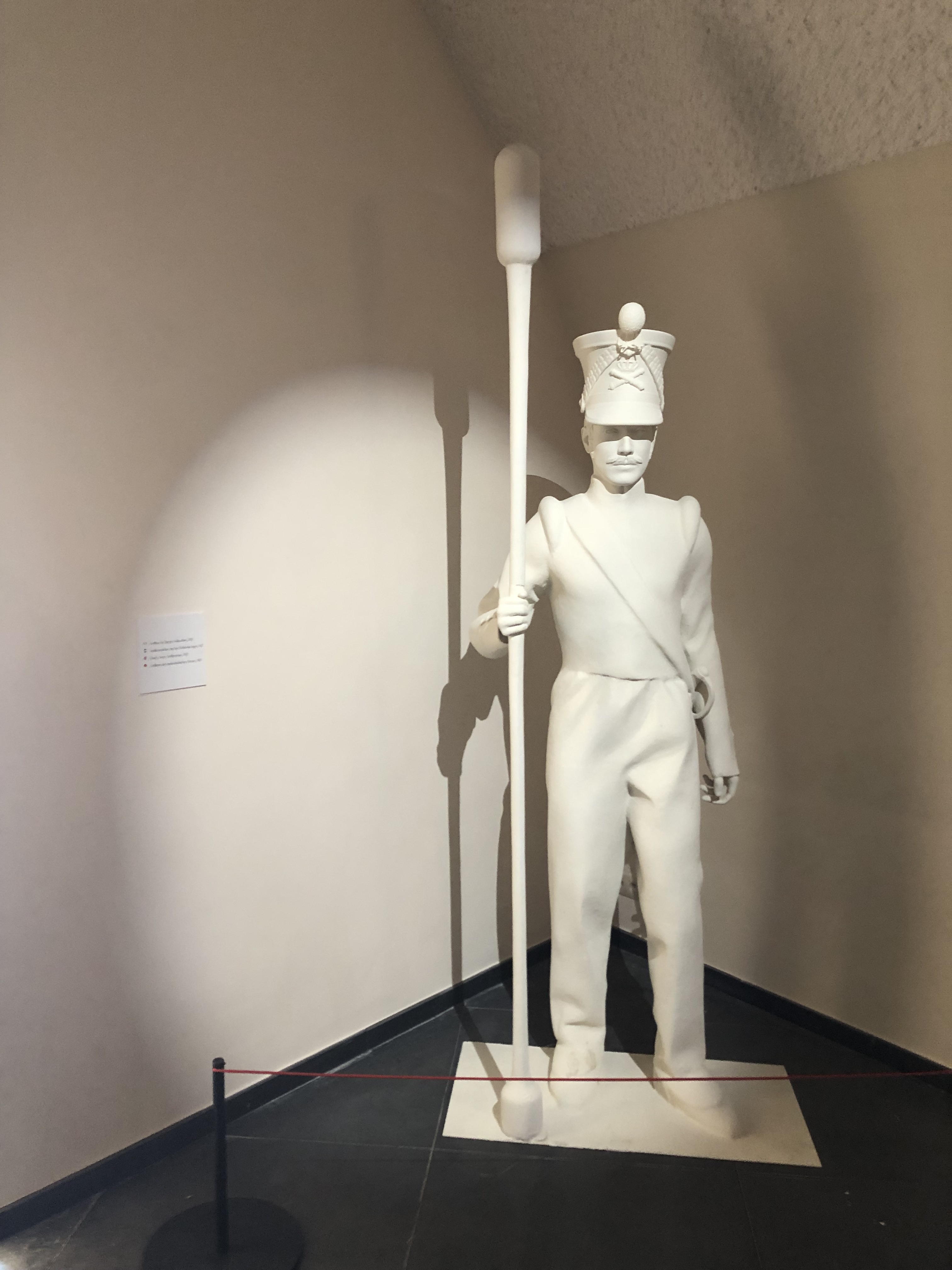
Représentation d'un artilleur des forces armées du royaume uni des Pays-Bas en garnison dans le fort de Dinant entre 1821 et 1830.

Les plans sont établis par le capitaine-ingénieur Eiso Bergsma, tandis que le chantier est placé sous la supervision directe du général-major Otto Christopher von der Howen commandant la sixième direction d'artillerie à Namur, puis le 3e grand commandement militaire des forces armées du royaume uni des Pays-Bas. Plus largement, la responsabilité de l'édification et des restaurations des ouvrages de la barrière Wellington est sous la responsabilité du général Corneille Rodolphe Théodore Krayenhoff, et sont suivis de près par le duc de Wellington, qui vient régulièrement inspecter les travaux en personne. 
La construction débute en 1818 dans une philosophie où « l'artillerie commande la défense et non plus les feux d'artillerie de la fortification bastionnée classique ». Le tracé bastionné est dès lors abandonné pour un tracé perpendiculaire, et le fort de Dinant prend la forme d'un pentagone allongé tourné vers la vallée de la Meuse au-delà de laquelle se trouve la France, à l'ouest. Des expropriation ont lieu en 1819 afin de permettre les travaux.

Sur le portique d'entrée est gravé dans la pierre l'inscription en latin : 

« Ni circumspicias. Aggrediare cave. Anno VI post proelium ad Waterloo »

 Cela se traduit par « Si tu n'es pas prudent, prends garde d'être attaqué. Sixième année après la bataille de Waterloo ». Le message prouve à la fois l'année d'inauguration et l'adresse aux Français, perdants de la célèbre bataille du 18 juin 1815. Dès la fin des travaux en 1821, la Citadelle est investie par les forces armées du royaume uni des Pays-Bas et abrite un bataillon de la 12e afdeeling sous le commandement du Major Jean-François Joseph de Venne à partir du 17 avril 1826. De nombreuses pièces d'artillerie coulées à la fonderie royale de canons de Liège viennent armer la forteresse. 
Le cout du construction du fort de Dinant est, à l'époque, de 425 000 florins néerlandais.

### Période belge

#### Révolution et prise de la citadelle

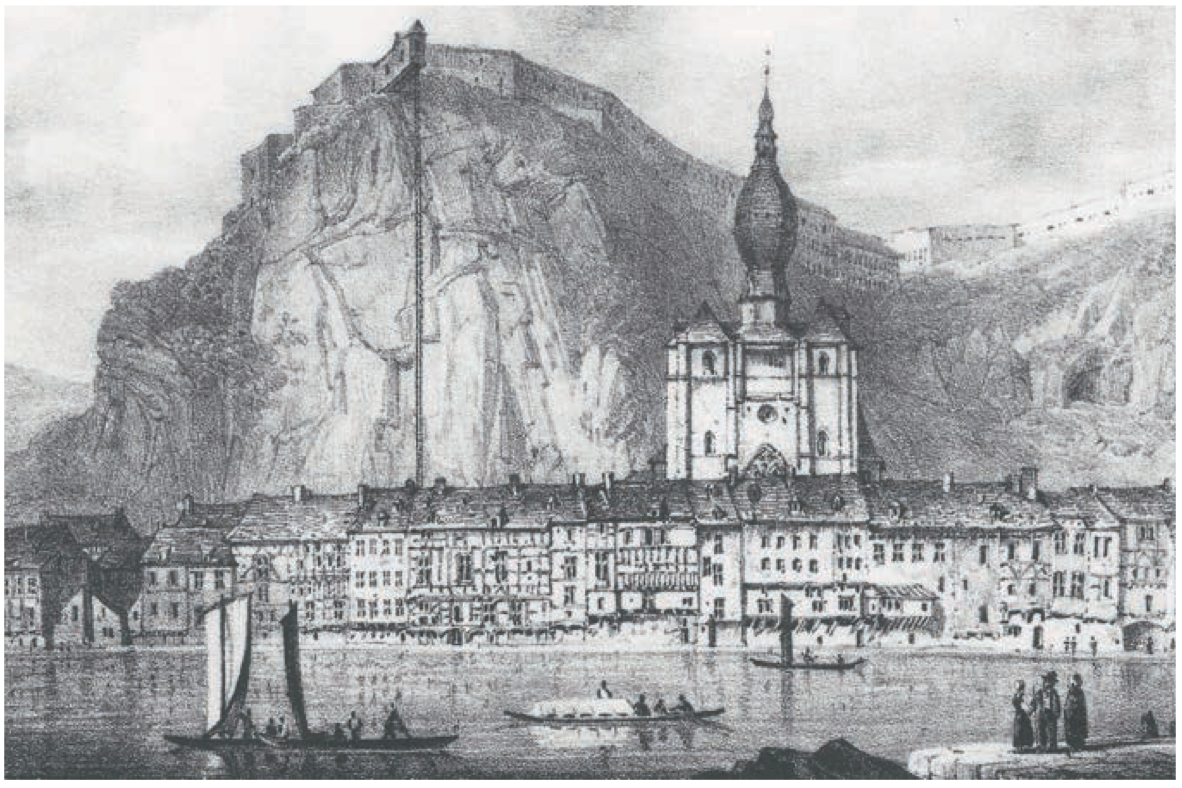
Vue de la citadelle de Dinant et de la chaine d’alimentation vers 1830.

En 1830, lors de la révolution belge, les volontaires dinantais revenus des combats des Quatre Jours de Bruxelles propagent la nouvelle de la victoire des Journées de Septembre dans la ville. Dès le 30 septembre, on fait sonner le tocsin et se réunir les masses populaire à l'hôtel de ville de Dinant, qui forcent ensuite la garnison à se retrancher dans la citadelle, sous les ordres du Major Jean-François Joseph de Venne, l'un des rares officiers supérieurs « belges » de l'armée du royaume uni des Pays-Bas. Un corps-franc de Ciney vient en renfort des dinantais qui entament le blocus de la place-forte. Celle-ci n'est plus alimentée en eau par la machine à poulies qui la relie à la ville et est, dès lors, contrainte de capituler dès le 2 octobre, soit deux jours avant la déclaration d'indépendance de la Belgique. Pour cet acte et pour l'envoi de volontaires lors des différentes batailles de la guerre belgo-néerlandaise, la ville de Dinant fut récipiendaire de l'un des cent Drapeaux d'Honneur de 1830, toujours exposé à l'hôtel de ville.
La première unité des forces armées belges à prendre ses quartiers dans la citadelle est une « compagnie de discipline », le 8 juin 1832. Elle compte environ 270 hommes et est rejointe par une compagnie d'artillerie et une autre du génie civil. 

#### Démantèlement
Le fort de Dinant échappe une première fois à la destruction en n'état pas repris dans la convention des forteresses du 14 décembre 1831. Toutefois, dès 1858, il devient obsolète et perd son utilité militaire, notamment avec l'avènement de l'artillerie rayée qui accroit considérablement la portée des canons, mais aussi avec l'arrivée de la culasse qui permet de ne plus charger les armes par le canon. La stratégie de défense belge évolue également et abandonne le principe de défendre coûte que coûte les frontières au profit de la création d'un « réduit national » en cas d'attaque ennemie. Dans cet objectif, c'est la position fortifiée d'Anvers qui reçoit la priorité des investissements. Le désarmement de la citadelle de Dinant commence dès 1859 et elle est définitivement démantelée en 1867 avec le départ du 1er bataillon du 9e régiment d'infanterie de ligne le 1er octobre. Le fort est laissé à l'abandon puis revendu le 11 novembre 1878 pour la somme de 6 100 francs belges (alors que sa construction avait coûté environ trois millions de francs belges) à Arnold Degraa et à monsieur Bauwens, entrepreneur de Bruxelles. Il devient un musée au début du XXe siècle.
La ville de Dinant, quant à elle, continue d'abriter des unités militaires belges dans d'autres endroits qu'à la Citadelle. La dernière unité militaire à quitter la ville est l'école royale des sous-officiers (ERSO), qui déménage en 2007 vers Saffraanberg.

#### Première Guerre mondiale

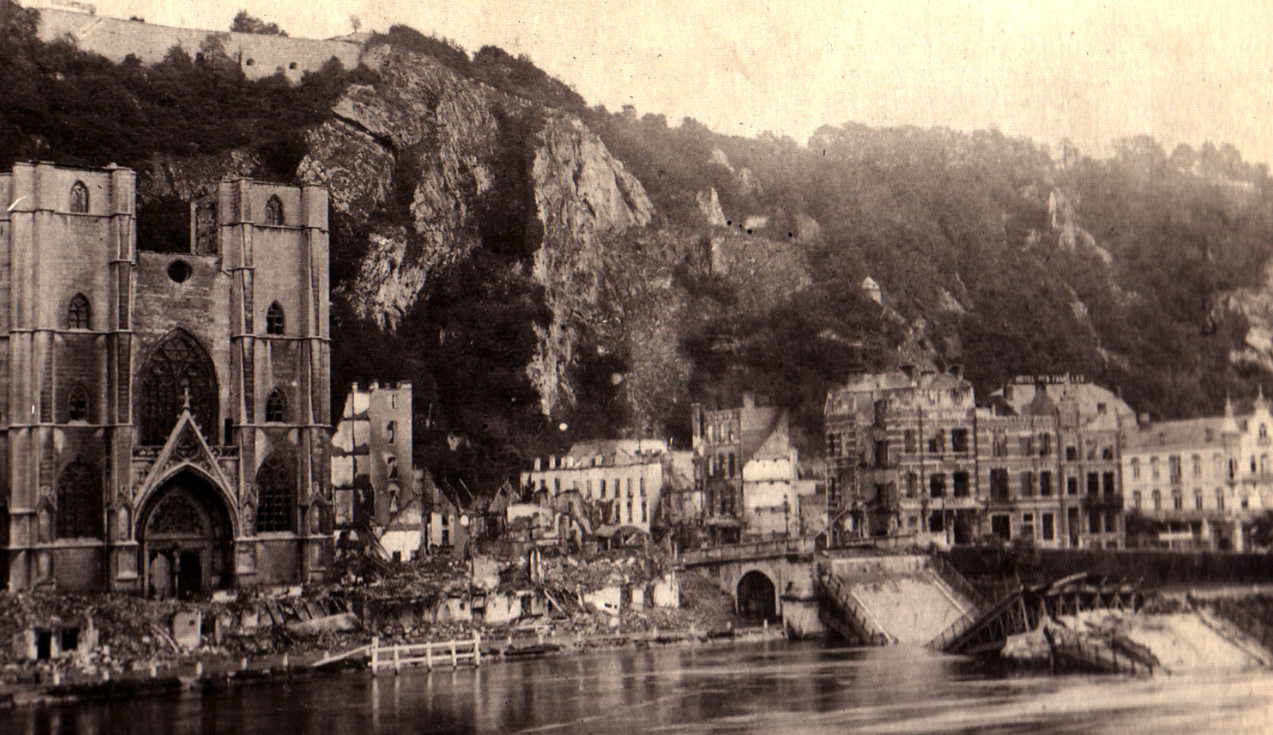
La destruction de Dinant en 1914, lors de la Première Guerre mondiale.

Durant la Première Guerre mondiale, alors que les troupes allemandes avançaient, les troupes françaises ont pénétré en territoire belge et ont armé la citadelle de Dinant, la France étant alors avec le Royaume-Uni de Grande-Bretagne et d'Irlande protectrice de la neutralité belge (dont l'armée était limitée et concentrée dans les grands centres urbains). Le pont de Dinant était en effet l'axe permettant aux troupes allemandes de relier Paris depuis Cologne.

#### Seconde Guerre mondiale
Le 13 mai 1940, pendant la bataille de France, alors que les Allemands de la 7e Panzerdivision d'Erwin Rommel traversent la Meuse à Leffe un peu plus au nord, leur artillerie tire sur la citadelle.

## Caractéristiques

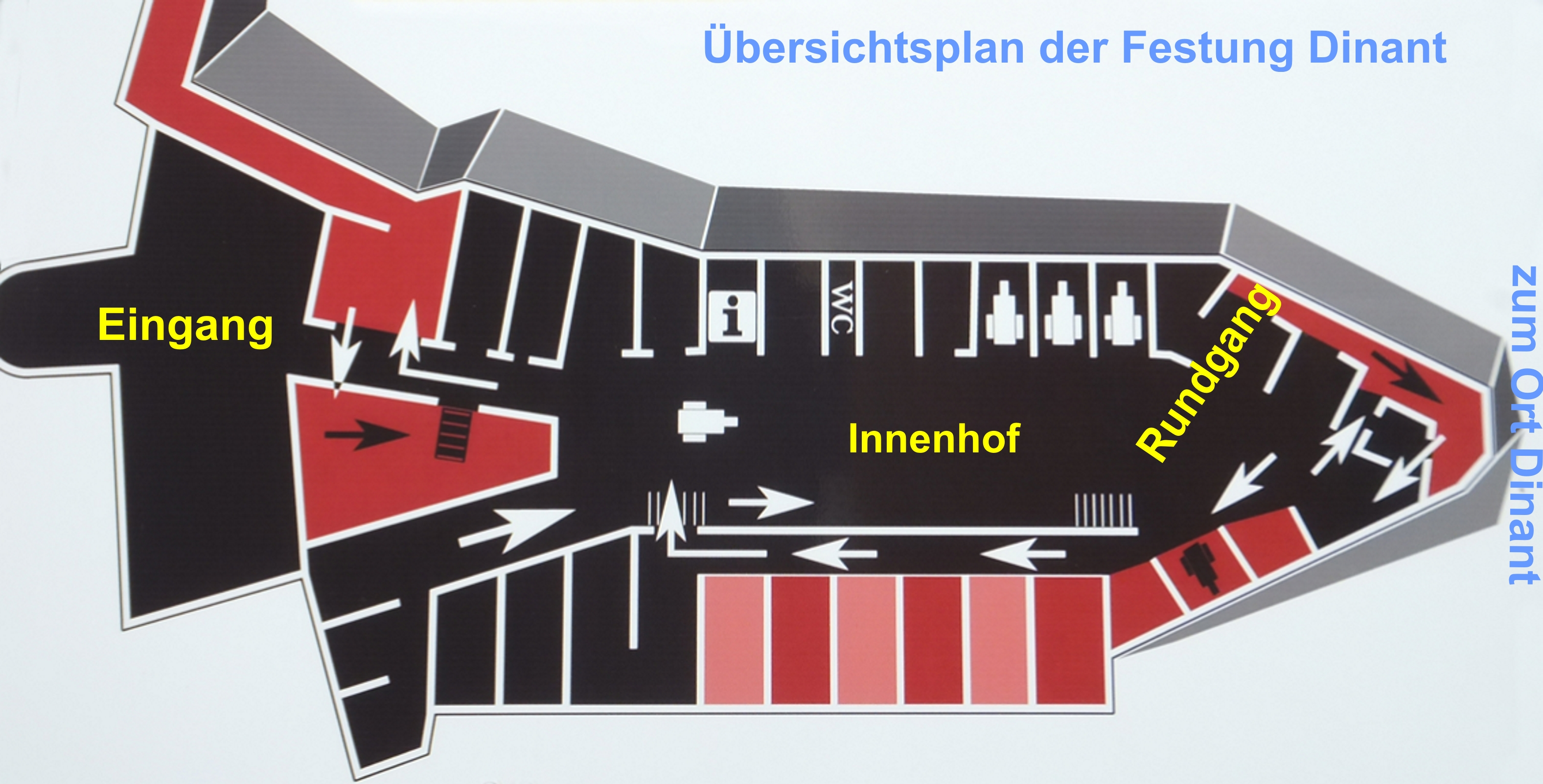
Plan de la citadelle.

Vue du ciel, la citadelle a la forme d’un pentagone irrégulier, inspiré de l’ingénieur français Marc-René de Montalembert. Son entrée principale, est défendue par six casemates : trois orientées au nord-est vers Ciney et trois orientées au sud-est vers la ville et la vallée.
Afin de permettre le ravitaillement du fort en eau et en nourriture, une chaine d'alimentation de 90 mètres de haut est construite entre 1818 et 1820, composée d'une machine de levage à poulies. Elle est remplacée par un puits creusé dans la roche en 1840.
La citadelle surplombe la Meuse à une hauteur de 120 mètres tandis que la superficie totale du site est de 3 hectares, 9 ares et 52 centiares.

## Accès

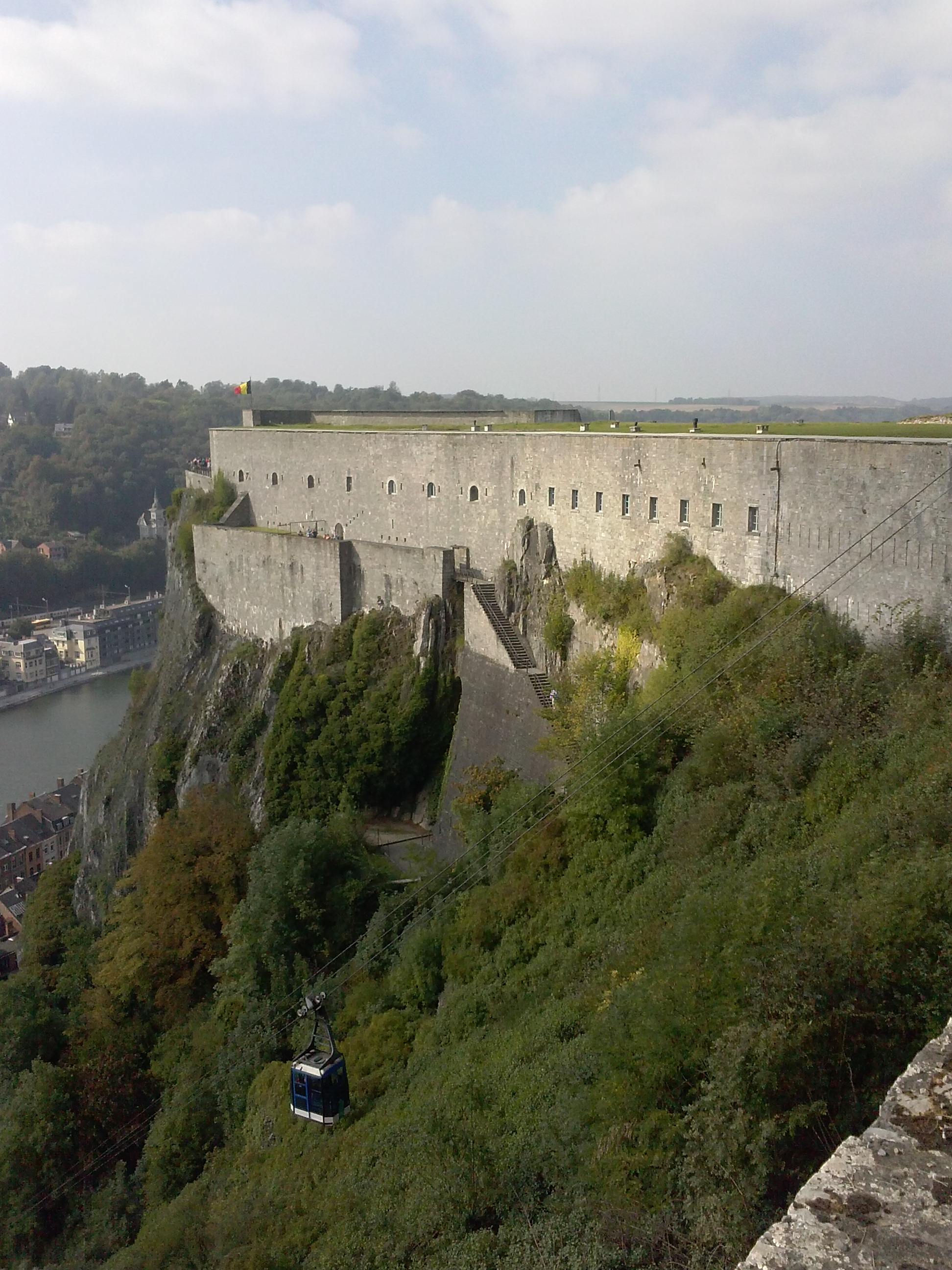
L'escalier datant de 1577 et le téléphérique, reliant la citadelle à la collégiale Notre-Dame de Dinant.

- Un escalier relie la ville de Dinant à la citadelle depuis 1577. Il est composé de 408[23] marches depuis l'arrière de la collégiale Notre-Dame de Dinant jusqu'au flanc sud de la citadelle.
- Un téléphérique fut construit en 1956 afin de gravir les 100 mètres de dénivelé au-dessus du niveau de la Meuse. Il part du même endroit que l'escalier et fut rénové en 2019.
- Une seule route permet l'accès au site aux véhicules, depuis le haut de Dinant par le Pont d'Amour puis le chemin de la citadelle qui mène à l'entrée principale de la forteresse, sur sa façade est.

## Utilisation actuelle

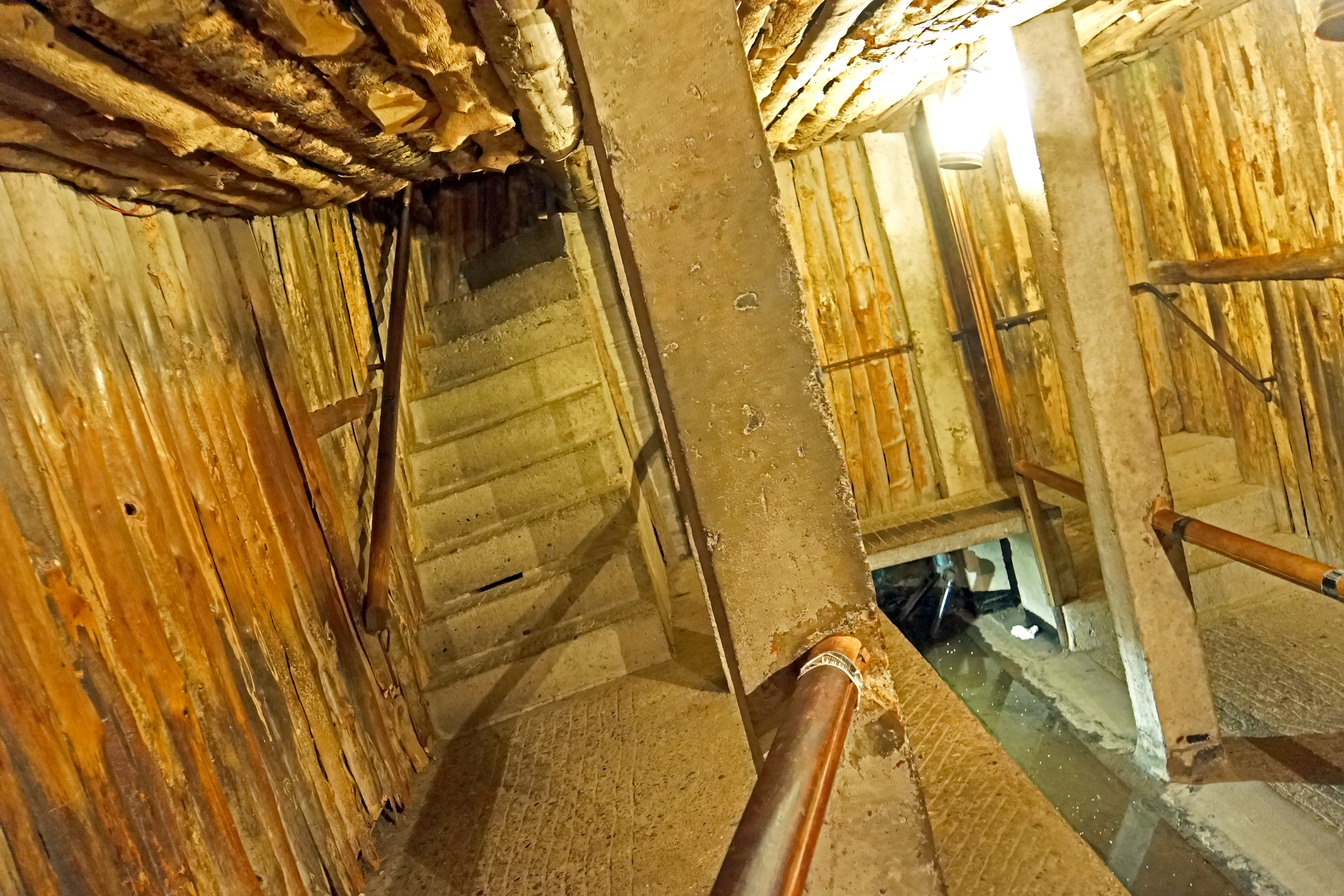
Le passage incliné à 35° dans la partie du musée consacrée aux tranchées de 1914.

La citadelle abrite aujourd'hui un musée qui concentre son exposition sur la période de la construction du fort sous le régime du royaume uni des Pays-Bas ainsi que sur les ravages de la bataille puis du sac de Dinant lors de la Première Guerre mondiale. On y trouve par exemple une simulation de tranchées, un abri de effondré, un passage incliné à 35°, les cachots, des scènes de la vie dans la citadelle au début du XIXe siècle (boulangerie, chambrée, etc.). Un accès à la terrasse du fort permet un point de vue depuis le piton rocheux sur la vallée de la Meuse.

## Culture
La citadelle de Dinant inspira de nombreux artistes, comme par exemple :
- Le général-major Otto Christopher von der Howen commandant la sixième direction d'artillerie puis le 3e grand commandement militaire des forces armées du royaume uni des Pays-Bas, qui livra de nombreuses peintures des paysages et des ouvrages militaires de la province de Namur et d'ailleurs, comme la Citadelle de Dinant.

## Gallerie d'images

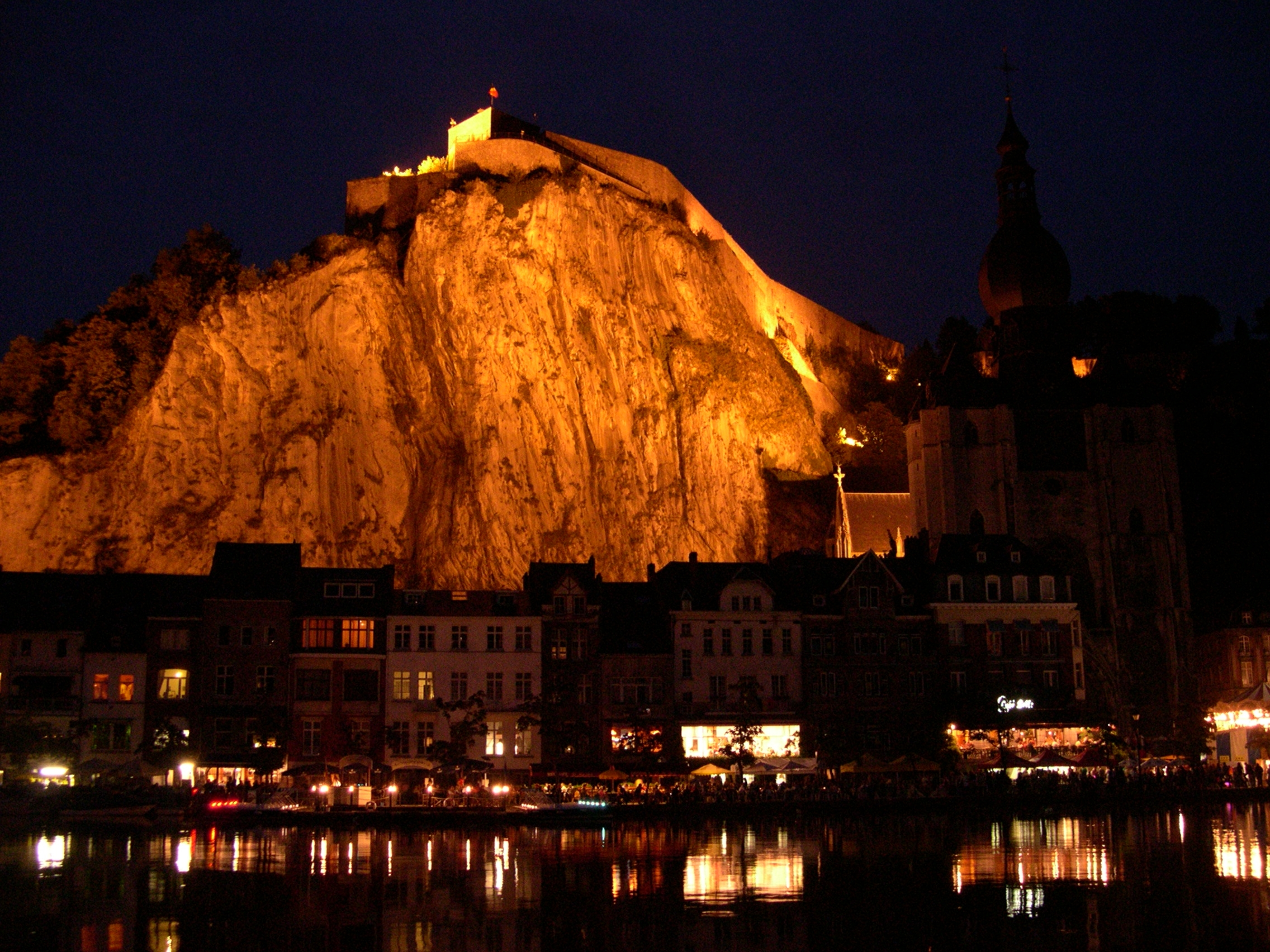
La ville de Dinant et la citadelle, de nuit.
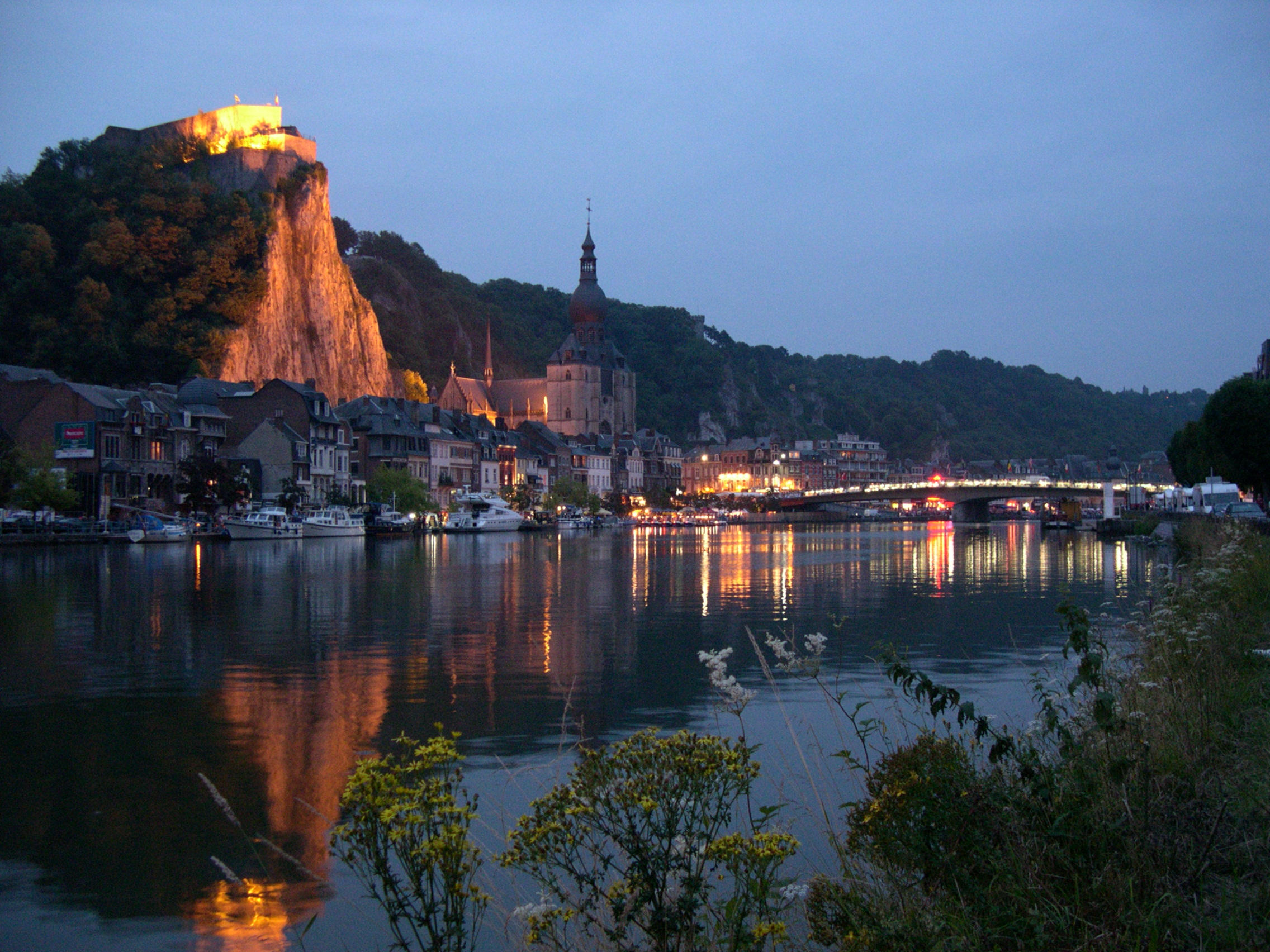
La Meuse, la ville et la Citadelle, vues du nord et de la rive gauche.
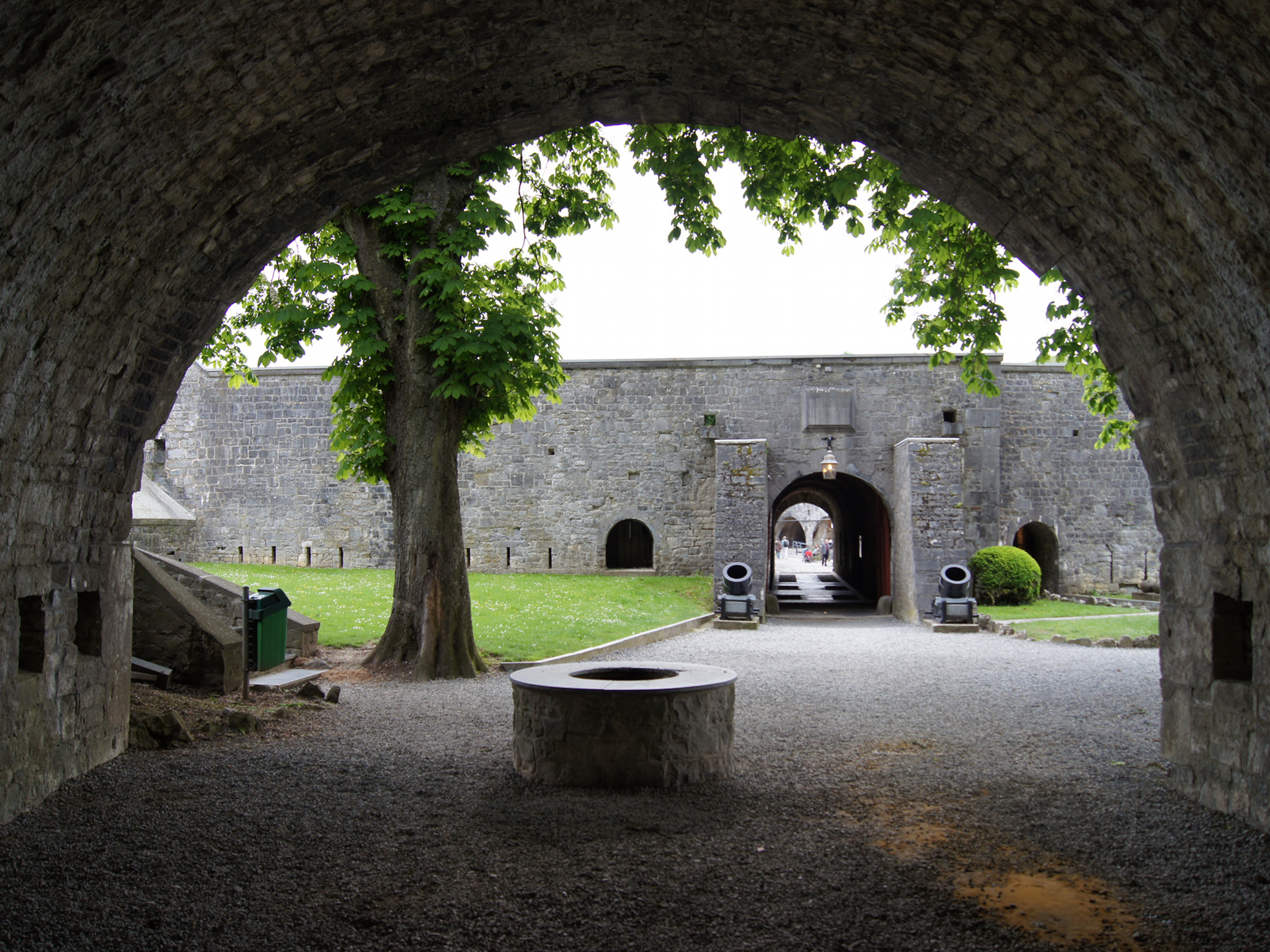
L'entrée principale et le puits, construit en 1840 pour remplacer la chaine d'alimentation.
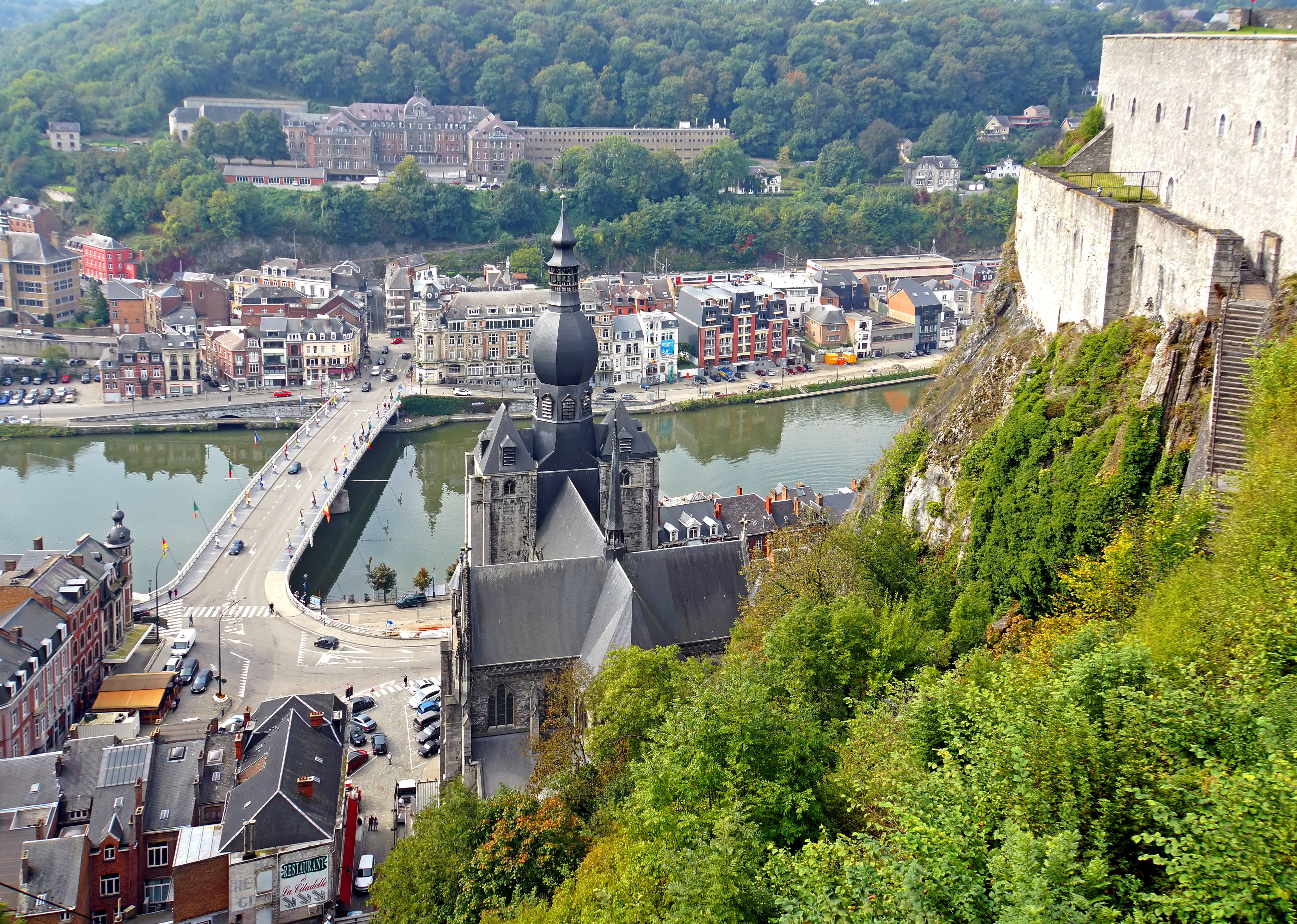
Vue sur la ville depuis l'arrivée du téléphérique
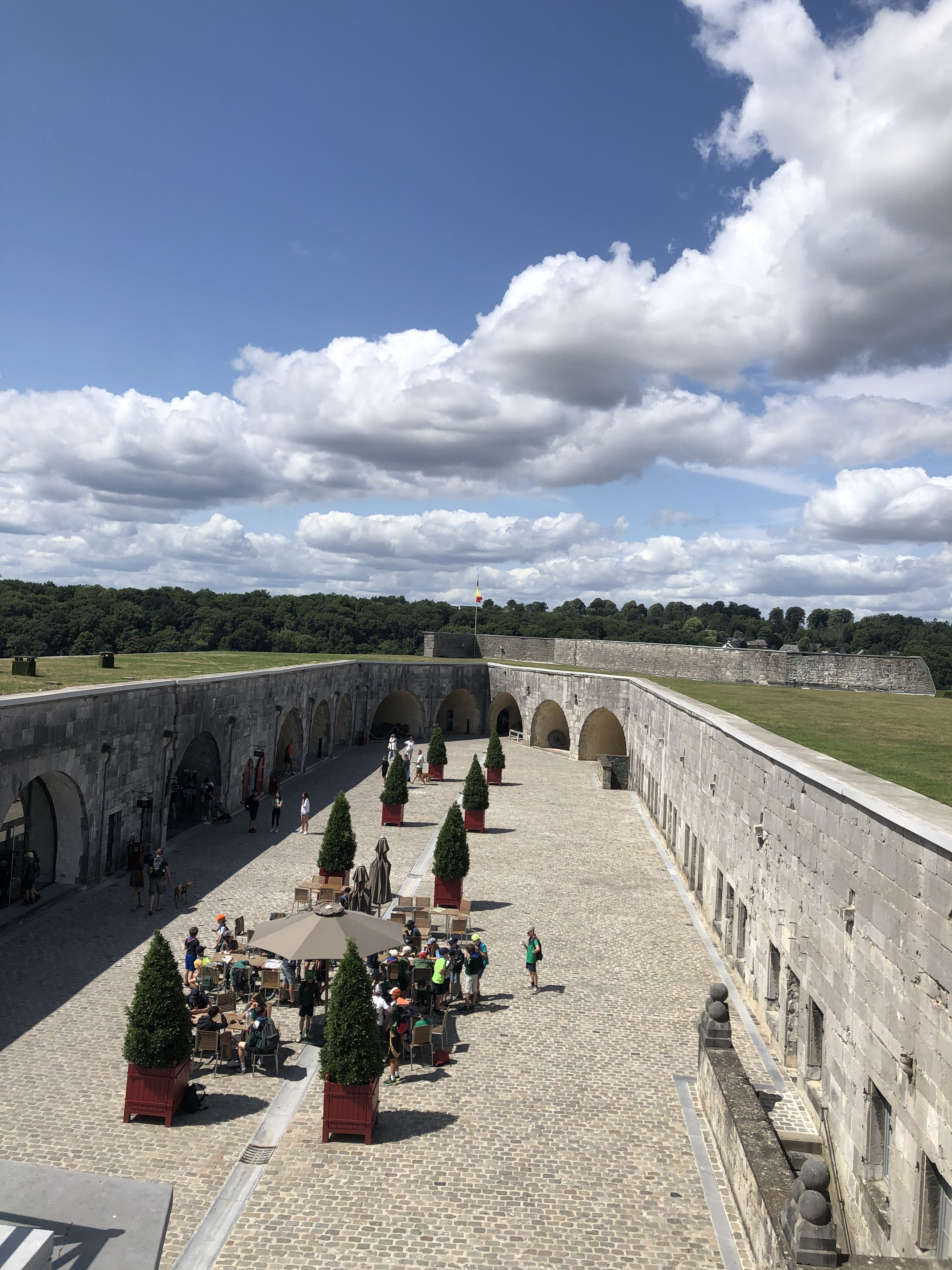
Vue sur la cour de la Citadelle.
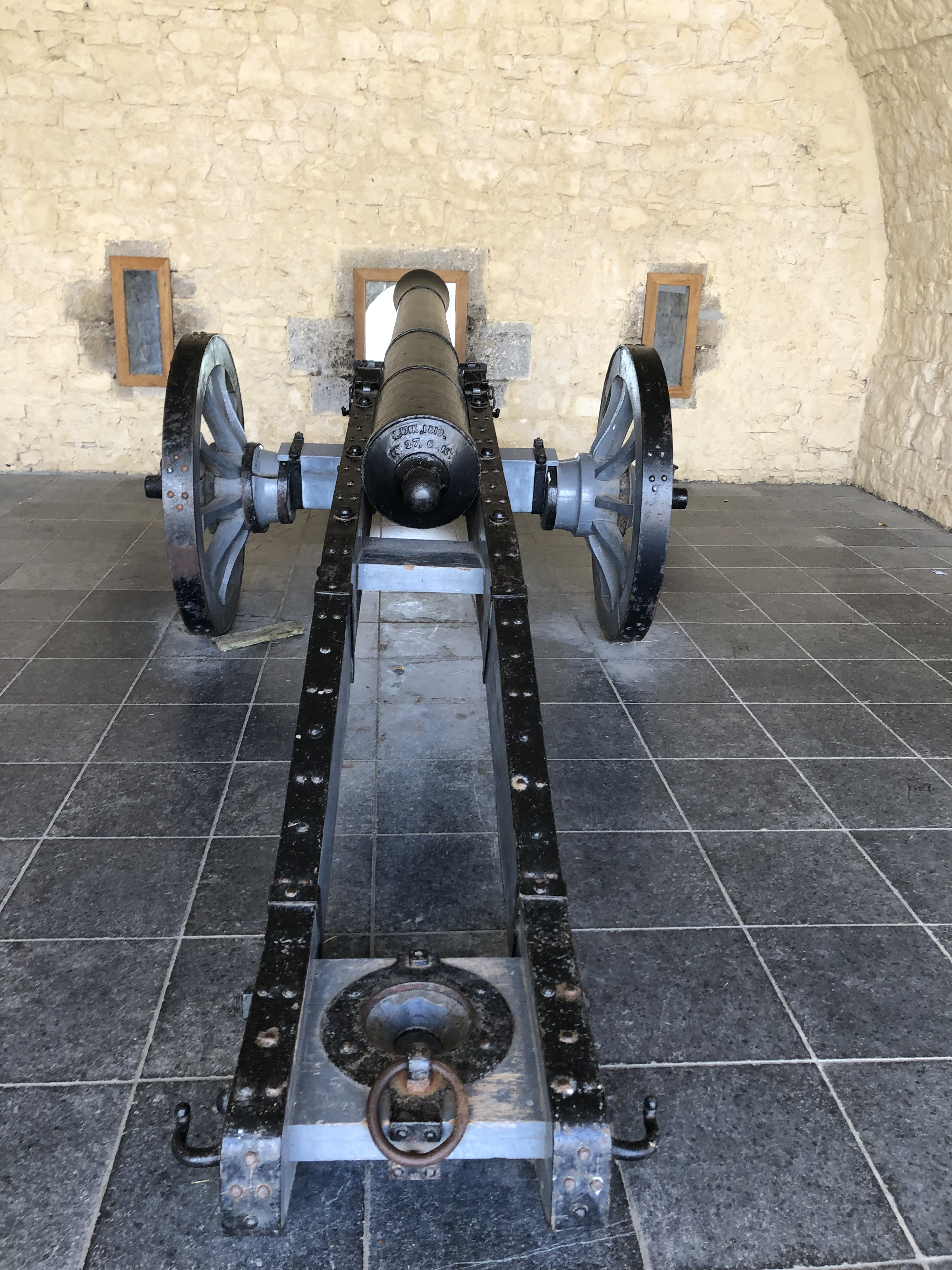
L'un des nombreux canons de la Citadelle